# Бихавка-Третя-Кольонія
Бихавка-Третя-Кольонія (пол. Bychawka Trzecia-Kolonia) — село в Польщі, у гміні Бихава Люблінського повіту Люблінського воєводства.
Населення — 151 особа (2011).
У 1975-1998 роках село належало до Люблінського воєводства.

## Демографія
Демографічна структура станом на 31 березня 2011 року:
|          | Загалом | Допрацездатний вік | Працездатний вік | Постпрацездатний вік |
| -------- | ------- | ------------------ | ---------------- | -------------------- |
| Чоловіки | 68      | 13                 | 49               | 6                    |
| Жінки    | 83      | 22                 | 45               | 16                   |
| Разом    | 151     | 35                 | 94               | 22                   |